# Stari grad Sinj
Stari grad Sinj, poznati kao Sinjski stari grad, ostatci su srednjovjekovne tvrđave na prirodnom uzvišenju ponad grada Sinja. Tvrđava i groblje uz nju zaštićeno su kulturno dobro. Na adresama je Put Pavića i Borićevac.

## Opis dobra
Tvrđava je izgrađena na kamenoj uzvisini na položaju ilirske gradine Ozinij. Utvrda je u antici i kasnoj antici, u srednjem je vijeku sjedište župana, a kasnije grad cetinskih knezova Nelipčića. Godine 1513. pada pod otomansku vlast, sve do 1686. godine kada je osvajaju Mlečani, koji je utvrđuju terrapienatima i proširuju pregrađem korlatom. Godine 1808. godine je tvrđava napuštena i djelomično razrušena, a 1887. u središtu glavne utvrde sagrađena je zavjetna Gospina crkvica. U podnožju tvrđave sagrađeno je u 19. st. groblje uz crkvu sv. Frane.

## Povijest
Stari grad je prema istraživanju dr. Tonća Miloševića 1980-ih otkrio tragove ljudskog obitavanja na ovom području starosti preko 5000 godina. Najstariji pronalasci obitavanja ljudi na području Grada sežu u bakreno doba (2500 – 1900 godina pr. Kr.), dok neprekinutu naseljenost na području grada se može pratiti od kasnog brončanog doba (1200 – 800 godina pr. Kr.).
U rimsko doba, na južnim padinama brda na kojem se nalazi Stari grad postojalo je domorodačko naselje delmatskih Osinijata. Kasnije naziv Osinium antički naziv Sinja, postaje izvor po kojem grad Sinj dobiva srednjovjekovne nazive Fsini, Zyn, Syn, Syngh, Sfinga ili Wssy, a prema njima i današnji naziv Sinj.
Za vrijeme 6. stoljeća i na početku 7. stoljeća, na sinjskom Gradu je bizantska utvrda naziva Asinio, dok se u njegovu podnožju nalazi nekoliko većih stambenih objekata i ranokršćanskih crkava.
U srednjovjekovnim ispravama spominjanje Sinja to jest Starog grada prvi je put u jednoj darovnici iz 1341. godine kao castrum Fsini ili Frini, a nakon toga i 1345. godine kao castrum regale Zyn. Tada ga je ugarsko-hrvatski kralj Ludovik I. daruje razbaštinjenom kninskom knezu Ivanu Nelipčiću, nakon čega ova hrvatska velikaška porodica u Sinju urvrđuje svoje stalno sjedište. U drugoj polovici 14. stoljeća i u prvim desetljećima 15. stoljeća, s gospodarskim osloncem na cetinsku kneževinu, Nelipčići ponovno postaju jedna od najutjecajnijih i najuglednijih hrvatskih velikaških porodica. Nelipčiće u Sinju na kratko vrijeme nasljeđuju Frankopani 1435. godine, a potom hrvatski banovi Talovci do 1453. godine.
Od polovice 15. stoljeća Osmanlije pokušavaju osvojiti Sinj u čemu konačno i uspijevaju 1516. godine. Iz osmanlijske vladavine Sinj je izbavila vojna Mletačke Republike 1698. godine.[provjeriti]
Nakon katastrofalnih događaja, najprije potresa 1709. godine, potom navale Turaka i povijesne obrane Grada 1715., ponovnih potresa 1768. i 1796. te opetovanih napada Turaka na Grad, zidine grada su popustile i s vremenom se počele urušavati. U tom razdoblju stanovništvo koje je živjelo u tvrđavi prestankom opasnosti od napada Turaka polako iseljava i nastanjuje Podvaroš, naselje tik ispod zidina Starog grada. Dio urušenog materijala od kojeg je tvrđava građena koriste za izgradnju obiteljskih kuća i drugih građevina.
Tvrđava je dugi niz godina bila ostavljena na milost i nemilost sila prirode. U njenom podnožju, a i unutar zidina zasađena je šuma bora, čempresa i smreke, a samoniklo je na njenim padinama i više vrsta druge više vegetacije poput bjelograba i hrasta.
Nakon opsežnih istraživačkih radova i snimanja stanja na terenu, 2004. godine je započela obnova i sanacija zidina tvrđave Stari grad. Završetak radova na obnavljanju zidina tvrđave predviđen je za proslavu tristote godišnjice obrane grada Sinja od Turaka 2015. godine.

## Crkve i vjerska obilježja
U središtu same tvrđave nalazila se crkva svetog Mihovila, s oltarom svete Barbare i na taj oltar su franjevci koji su pobjegli od Turaka iz Rame položili neprocjenjivu i čudotvornu sliku Gospe od Milosti. 1715. godine Grad je, vjeruje se uz Gospin zagovor, obranjen od nadmoćnije turske vojske. Zbog toga je slika Gospe okrunjena zlatnom krunom i ukrašena darovima naroda Cetinske krajine te je narod zove Čudotvorna Gospa Sinjska. Zagovorom fra Pavla Vučkovića ispod tvrđave je 1699. godine započeta, a 1712. godine završena gradnja crkve svete Marije.
Danas na samom vrhu brda Starog grada dominira crkvica sagrađena 1887. godine na dvjestotu obljetnicu dolaska cetinskog puka iz Rame. Posvećena je u slavu Gospe Sinjske, kao simbol zavjeta, saveza i odanosti naroda Cetinske krajine svojoj svetici zaštitnici.
Uz samu crkvicu na vrhu Starog grada od 2008. godine nalazi se brončani kip Gospe Sinjske, djelo akademskog kipara Josipa Marinovića. Godine 2004. na polovici uspona počelo je uređivanje Križnoga puta s četrnaest postaja, na kojima su skulpture izradili eminentni hrvatski kipari.

## Mačkule
U dane Sinjske alke i na blagdan Velike Gospe sa zidina Starog grada odjekuju zvuci mačkula, primitivnih imitacija topova mužara.

## Zanimljivosti
Na području grada Sinja osim Starog grada postoji još samo jedna utvrda, Kamičak i to u samom središtu grada, sagrađena 1712. godine, na kojoj se nalazi kula sa satom.

## Zaštita
Pod oznakom Z-5038 zavedena je pod vrstom "nepokretna kulturna baština - pojedinačna", pravna statusa zaštićena kulturnog dobra, klasificirano kao "vojne i obrambene građevine".